# Államok vezetőinek listája 369-ben
Ezen az oldalon az i. sz. 369-ben fennálló államok vezetőinek névsora olvasható földrészek, majd országok szerinti bontásban.

## Európa
- Római Birodalom
  - Császár (Nyugat): I. Valentinianus (364–375)
  - Császár (Kelet): Valens (364–378) 
    - Consul: Valentinianus Galates
    - Consul: Flavius Victor

## Ázsia
- Armenia
  - Király: Szászánida megszállás (368–370)

- Ibériai Királyság
  - Király: III. Mithridatész (365–380)

- India
  - Anuradhapura
    - Király: Buddhadásza (341-370)

  - Gupta Birodalom
    - Király: Szamudragupta (335–375)

  - Kadamba
    - Király: Kangavarman (355–380)

  - Pallava
    - Király: I. Kumaravisnu (355–370)

  - Vákátaka
    - Király: I. Prithviszéna (355–380)

- Japán
  - Császár: Nintoku (313–399)

- Kína (Csin-dinasztia)/Tizenhat királyság
  - Császár: Csin Fej-ti (365–371)
  - Korai Liang: Csang Tien-hszi (363–376)
  - Korai Jen: Murong Vej (360–370)
  - Korai Csin: Fu Csien (357–385)

- Korea
  - Pekcse
    - Király: Kuncshogo (346–375)

  - Kogurjo
    - Király: Kogugvon (331–371)

  - Silla
    - Király: Nemul (356–402)

  - Kumgvan Kaja
    - Király: Isiphum (346–407)

- Szászánida Birodalom
  - Nagykirály: II. Sápur (309–379)

## Afrika
- Akszúmi Királyság
  - Akszúmi uralkodók listája

## Amerika
- Tikal
  - Király: I. Chak Tok Ich’aak (360–378)

## Fordítás
- Ez a szócikk részben vagy egészben  a   Liste der Staatsoberhäupter 369 című német Wikipédia-szócikk ezen változatának fordításán alapul.  Az eredeti cikk szerkesztőit annak laptörténete sorolja fel. Ez a jelzés csupán a megfogalmazás eredetét és a szerzői jogokat jelzi, nem szolgál a cikkben szereplő információk forrásmegjelöléseként.